# Georg Nikolaus Bärmann

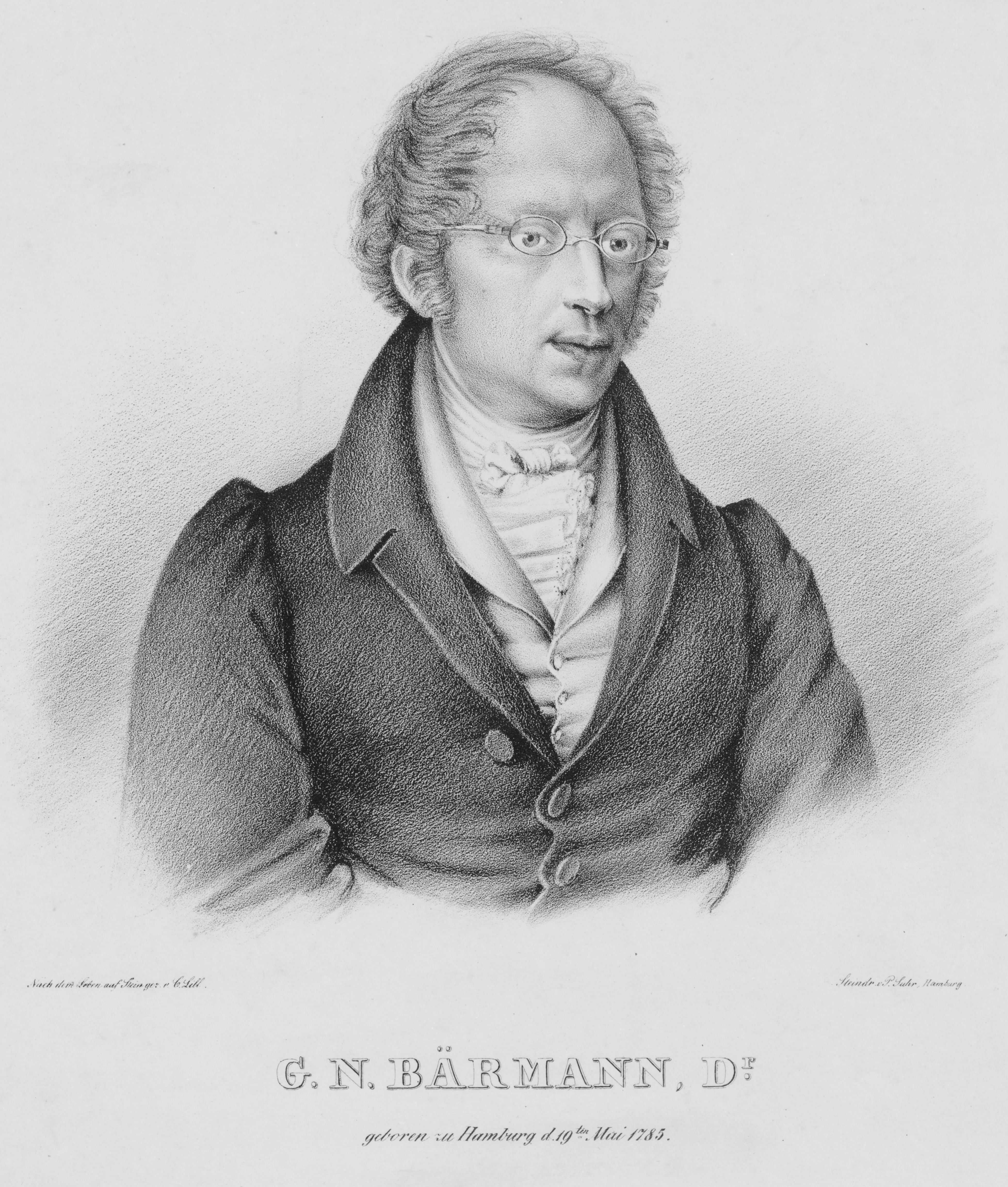
Lithographie von Carl Lill (1835)

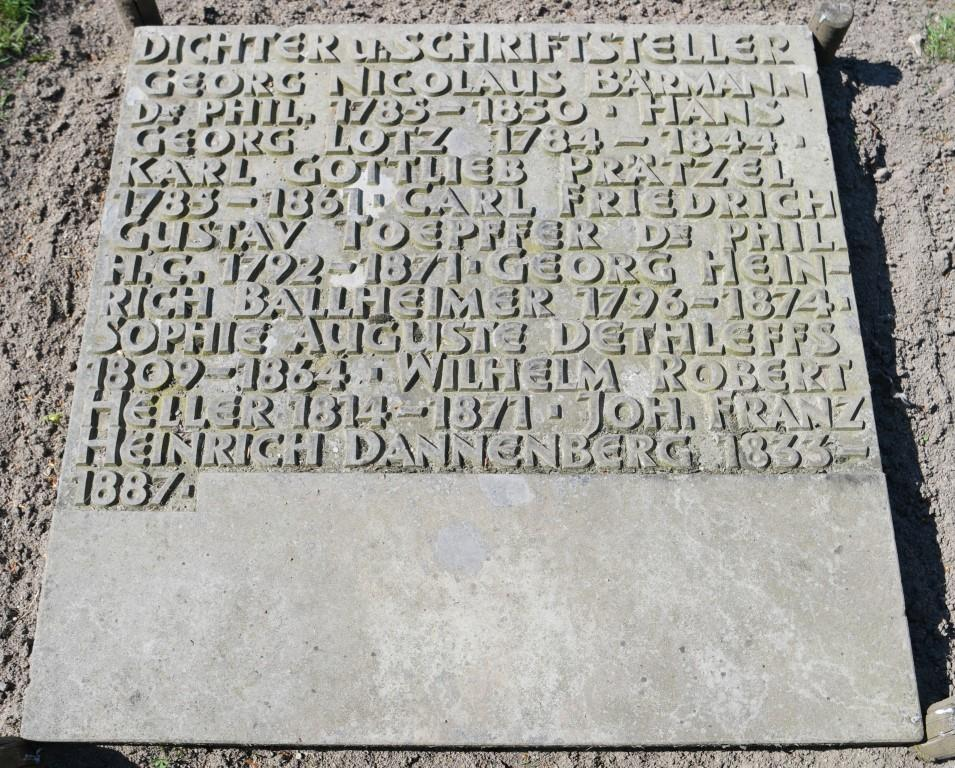
Erinnerung an den Schriftsteller Georg Nikolaus Bärmann auf dem Friedhof Ohlsdorf in Hamburg

Georg Nikolaus Bärmann (* 19. Mai 1785 in Hamburg; † 1. März 1850 ebenda) war ein deutscher Schriftsteller. 
Georg Nikolaus Bärmann war ein Sohn des Speisewirts Georg David Böhrmann aus Coburg und dessen Ehefrau Anna Lucia Bauser aus Seester (Holstein).
Er war Sprach- und Handelslehrer in Hamburg und von 1810 bis 1837 Vorsteher einer von ihm gegründeten Privatschule. Er übersetzte Werke aus dem Englischen, Französischen und – gemeinsam mit Carl Richard – aus dem Spanischen. Zudem verfasste er sprach- und heimatkundliche Texte und dichtete in niederdeutscher Mundart.
Während seiner Tätigkeit in Hamburg verfasste er den Text der Hamburg-Hymne Hammonia.

## Werke (Auswahl)
- Hamburgische Denkwürdigkeiten. Ein topographisch-politisch-historisches Handbuch. Bachmann u. Gundermann, Hamburg 1794. (Digitalisat)
- Homonymikon der Deutschen. Vollmer, Hamburg und Altona 1819. (Digitalisat)
- Alexander von Soltwedel oder der Hansa Begründung. Bremen 1817.
- Die glücklichen Bettler. Ein tragikomisches Maskenspiel in fünf Aufzügen. Frei nach dem Italienischen des Carlo Gozzi für die deutsche Bühne bearbeitet. Kollmann, Leipzig 1819.
- Hamburg und Hamburgs Umgegend. Neestler, Hamburg 1822. (Digitalisat)
- Rymels un dichtels. En Höög- un Häwel-Book för’n plattdüüdschen Börger un’n Buren up’t Jahr ... 2 Bände, 1822 und 1823.
- Papiere aus meiner bunten Mappe. Berlin 1826.
- Dat grote Höög- und Häwel-Book. Dat sünd Dichtels, Rymels un Buverspillen in Hamburger plattdüüdscher Mundart. Hoffmann & Campe, Hamburg 1827. (Digitalisat)
- Bürgertreue. Hamburg 1828.
- Neunhundertneunundneunzig und noch etliche Almanachs-Lustspiele durch den Würfel. Zwickau 1828 (Digitalisat)
- König Kanut. Prag 1829.
- Adlev der Vierte der Held von Schauenburg. Ein vaterländisches Gedicht in 7 Gesängen. Selbstverlag, Hamburg 1832. (Digitalisat)
- Skizzen und Sagen aus Portugal. Dem Englischen der Miss Julia Pardoe nacherzählt. Zwickau 1834.
- Tristram Shandy’s Leben und Meinungen. Erster bis Vierter Theil (In 2 Bänden). Aus dem Englischen. Verlag von George Westermann, Braunschweig 1839.